# Belodon
Belodon (nghĩa là "răng mũi tên") là một chi phytosauria, chúng có bề ngoài giống cá sấu, và sống vào Trias. Hóa thạch của nó được tìm thấy ở châu Âu. Loài điển hình, Belodon plieningeri, được đặc tên ở nhà cổ sinh vật học người Đức Christian Erich Hermann von Meyer năm 1844.